# Holck (adelsslægter)
 For alternative betydninger, se Holck. (Se også artikler, som begynder med Holck)
Holck er en stadig blomstrende dansk uradelsslægt, der oprindeligt stammer fra Sønderjylland, og som med tiden opnåede grevelig og friherrelig rang. En anden familie opnåede adelskab under navnet von Holck i 1810. Kun nogle Holck'er er adelige, idet også borgerlige personer har båret og bærer navnet.

## Våbenskjold
Slægten førte syv som en sparre sammenstillede røde mursten ("mursparre") i sølv, på hjelmen syv vekselvis røde og sølv faner.

## Historie
Johan Holck til Kallebygård deltog 1315 i afslutningen af forliget mellem Erik Menved og hertug Erik. Ditlev Holck til Rønhave på Als var fader til Bertel Holck til Rønhave (død 1535) og til Christen Holck, der ved sit ægteskab med Anne Manderup kom i besiddelse af Barritskov. Dette ægtepars sønnesøn, Hans Holck til Barritskov, gjorde sit navn berømt ved sit tapre forsvar af Varberg 1565. Med hans søn, Manderup Holck. uddøde Barritskov-linjen 1588. Nævnte Bertel Holck var fader til sekretær i Kancelliet Henrik Bertelsen Holck til Rønhave (død 1579), hvis sønner, Ditlev Holck (1556-1633) og Christian Holck (1558-1641), stiftede slægtens to hovedlinjer, der endnu begge blomstrer, henholdsvis i grevelig og friherrelig stand.

### Den grevelige linje
Den ældste af disse to brødre, Ditlev Holck, stod en tid i markgrevelig brandenburgsk tjeneste, blev 1580 hofjunker hos Frederik II, seks år efter hofmester hos dronning Sophie. Han sad efterhånden som lensmand på Københavns Slot, Kronborg og Gulland og roses for sin gode styrelse. Hans datter Anne Holck (1602-1660), ledede 1659, som aldrende enke efter Vincents Steensen til Steensgård, med stort heltemod det mislykkede forsvar af Langeland, hans søn, kejserlig feltmarskal, grev Henrik Ditlevsen Holck (1599-1633), blev slægtens mest navnkundige mand. Dennes søn, grev Christian Christoffer Holck til Orebygård (1629-1676), deltog som rytteroberst i det store slag ved Lund, hvor han fandt heltedøden. Sammen med sin yngre broder, grev Henrik Ditlev Holck til Skaføgård (1630-1681), havde han 25. marts samme år fået naturalisationspatent som dansk greve.
Det grevelige skjold, bag hvilket et guldskæftet sværd og en rød fane er krydslagte, er firdelt, 1. felt viser slægtens eget mærke, 2. en sølv bjælke i rødt, 3. en tretindet rød mur med port i sølv, 4. et sølv marekors i blåt, to hjelme, den højre – heraldisk regnet – bærende et blåt skjold, hvorover syv røde faner, den venstre to røde vesselhorn, hvert belagt med en sølv bjælke, mellem to sorte vinger.

#### Holck-Winterfeldt
Grev Christian Christoffer Holck var farfader til generalløjtnant og hvid ridder, grev Christian Christopher Holck (1698-1774), hvis søn, gehejmeråd, kammerherre, grev Gustav Frederik Holck (1733-1776), antog 17. juni 1769 navnet Holck-Winterfeldt efter at have tiltrådt besiddelsen af baroniet Vintersborg, substitueret 1801 med stamhuset Fjellebro. Hans efterkommere fører stadig nævnte dobbeltnavn. Hans yngre broder, gehejmekonferensråd, grev Frederik Vilhelm Conrad Holck (1742-1800), fra hvem de nulevende grever Holck nedstammer, var fader til oberstløjtnant, kammerherre, grev Harald Holck (1785-1839), hvis barnløse søn, kammerherre, grev Carl Ludvig August Rudolph Holck (1818-1885), arvede grevskabet Hardenberg-Reventlow efter sin moder og derefter antog navnet Holck-Hardenberg-Reventlow, og til chef for det danske postvæsen i Hamborg, kammerherre grev Julius Carl Christian Holck (1789-1857). Denne sidste var fader til orlogskaptajn, kammerherre, grev Valdemar Holck (1818-1900), der virkede som hofchef, først hos prinsesse Charlotte, siden hos landgrev Wilhelm af Hessen, og til postinspektør i Slesvig og Holsten, grev Carl Christian Frederik Holck (1825-1900).

### Den friherrelige linje
Den yngre, senere friherrelige linjes stamfader, ovennævnte Christian Holck, der skrev sig til Højgård og Bustrup, var øverste sekretær i Kancelliet 1589-95 og derefter rigsråd lige til 1630. Han benyttedes meget af Christian IV både inden- og udenlands og modtog forskellige forleninger, sidst Silkeborg Len. Hans sønnesøn, generalmajor Eiler Holck (1627-1696), blev 4. oktober 1671 optaget i friherrestanden som baron af Holckenhavn og med følgende våben: Firdelt hovedskjold, bærende en friherrekrone, 1. og 4. felt syv gennem en krone stukne røde faner i sølv, 2. og 3. en oprejst kropet rød løve, "holdende vagt ved" en "kobberkanon" i guld, det friherrekronede hjerteskjold viser slægtens oprindelige mærke, skjoldholdere er to vildmænd med nedadvendte køller. Han var farfader til de to brødre, stiftamtmand i Århus Stift og hvid ridder, lensbaron Eiler Holck (1695-1740) og stiftamtmand i Aalborg Stift, gehejmekonferensråd og hvid ridder, lensbaron Iver Holck (1701-1781), der begge nåede at blive besiddere af baroniet. Fra deres broder, kommandant på Kongsvinger, oberst, baron Mogens Holck (1702-1764), nedstammer de efterfølgende lensbaroner Holck.
Medlemmer af slægten, der fik tilnavnet "de hoffærdige Holck", har yderligere været ejere eller medejere af Ellinggård, Hørbygård, Eskildstrup, Hindsels, Vosnæsgård, Nysø, Egholm, Ravnholt, Støvringgård, Søgård, Holsegaard, Ballegård i Sundeved mm.
På Conrad Holcks ansøgning blev slægten den 18. januar 1786, 7. marts 1786 og 18. januar 1800 optaget i det slesvig-holstenske ridderskab, Equites Originarii.

## Sværdadelsslægten von Holck
De to brødre, kommandør i Søetaten Carl Christian Holck (1758-1816) og oberstløjtnant Frederik Carl Ferdinand Holck (1761-1836), som foregav at nedstamme fra en norsk adelig slægt Holck, blev ved patent af 19. april 1810 optaget i den danske adel med navnet von Holck Den førstnævnte, som har efterladt endnu blomstrende slægt, var farfader til professor juris ved Københavns Universitet Carl Georg von Holck (1834-1868), der vandt et anset navn som statsretlig forfatter.

## Slægtens besiddelser
- Holckenhavn
- Baroniet Holckenhavn
- Bavelse
- Næsbyholm
- Eckhof

## Væsentlige personer af slægten Holck
- Anne Holck (1602-1660)
- Christian Holck (1558-1641) – rigsråd
- Christian Holck (1847-1919) – lensbaron
- Christian Christopher Holck (1629-1676) (1629-1676) – greve, officer
- Christian Christopher Holck (1698-1774) (1698-1774) – greve, officer
- Ditlev Holck (1556-1633) til Rønhave, Højgaard og Eskildstrup
- Eiler Holck (1627-1696) – lensbaron, officer
- Eiler Holck (1695-1740) – lensbaron, amtmand
- Flemming Holck (1659-1701) – greve, amtmand
- Hans Manderup Holck (død 1565)
- Henrik Bertelsen Holck (død 1579) til Rønhave
- Henrik Ditlevsen Holck (1599-1633) – greve, kejserlig feltmarskal
- Iver Holck (1701-1781) – lensbaron, stiftamtmand
- Mogens Conrad Christian Howden-Rønnenkamp Holck (1885-1968) – lensbaron

Holck-Winterfeldt:
- Christian Christopher Holck (1698-1774) (1698-1774) – greve oo Ermegaard Sophie baronesse Winterfeldt
  - Flemming Holck-Winterfeldt (1724-1772) (1724-1772) – greve, lensbaron, godsejer
  - Gustav Frederik Holck-Winterfeldt (1733-1776) – greve, lensbaron, amtmand
  - Hilleborg Margrethe Holck (1739-1817) – komtesse
  - Margrethe Holck (1741-1826) – komtesse, overhofmesterinde
  - Frederik Vilhelm Conrad Holck (1742-1800) – greve, hofmand
- Flemming Holck-Winterfeldt (1850-1930) (1850-1930) – greve, godsejer

## Væsentlige medlemmer af slægten von Holck
- Carl Georg von Holck (1834-1868) – retslærd
- Peter Carl Christian von Holck (1802-1865) – amtmand

## Eksterne Referencer
Stamtræ